# Хрустич, Айдин
А́йдин Хру́стич (англ. Ajdin Hrustic; 5 июля 1996, Мельбурн, Австралия) — австралийский футболист, полузащитник нидерландского клуба «Хераклес» и сборной Австралии.
Хрустич родился в Австралии в семье боснийских иммигрантов.

## Клубная карьера

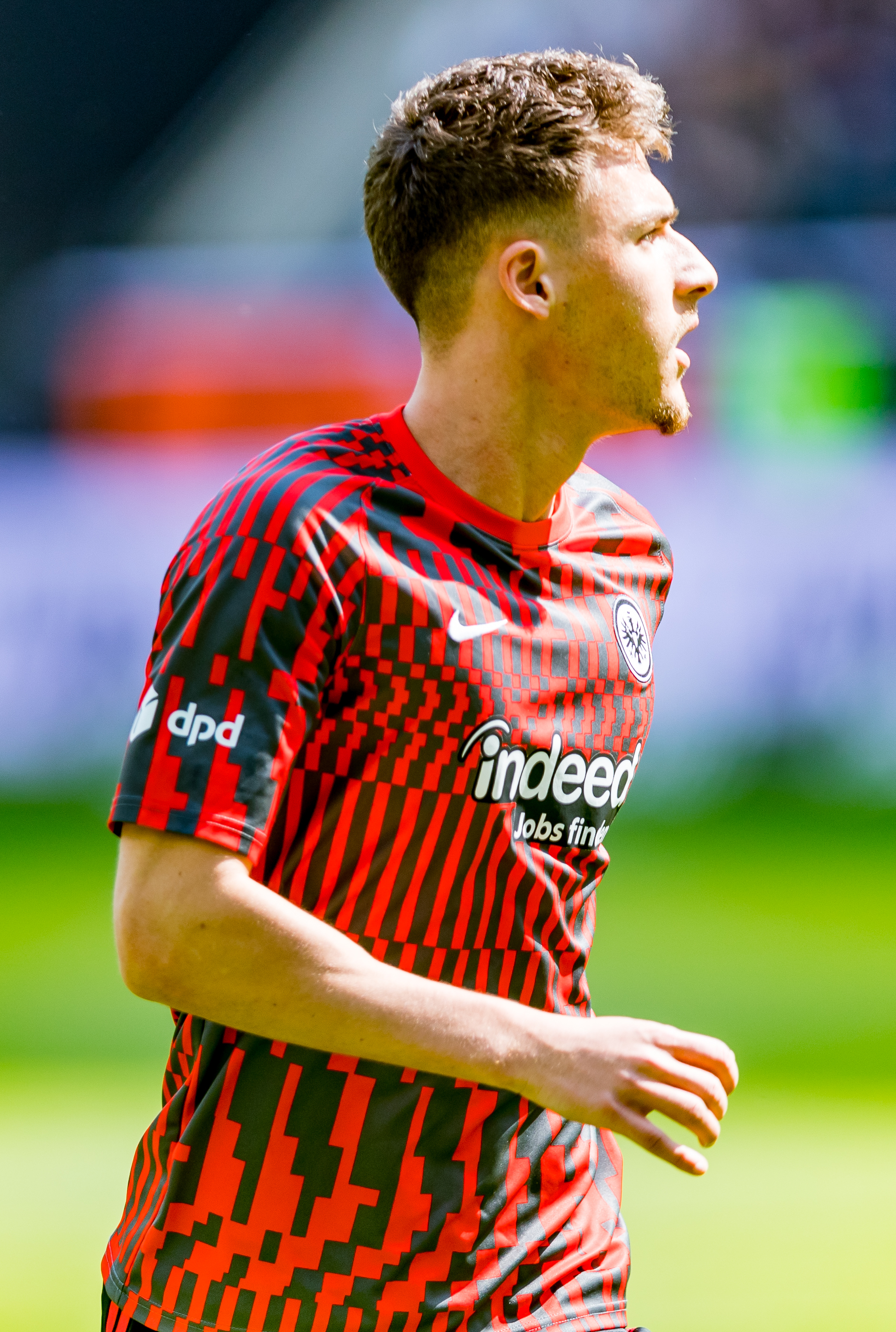
Хрустич в составе «Айнтрахта»

Хрустич — воспитанник клуба «Саут Мельбурн» из своего родного города. В 2012 году он был приглашён в немецкий «Шальке 04», где два годы выступал за юношескую команду. В 2014 году Айдин перешёл в академию нидерландского «Гронингена». 2 апреля 2017 года в матче против АЗ он дебютировал в Эредивизи. 16 апреля в поединке против «Зволле» Хрустич забил свой первый гол за «Гронинген».
28 сентября 2020 года Хрустич перешёл в франкфуртский «Айнтрахт». Сумма трансфера составила 1 млн евро. В матче против «Аугсбурга» он дебютировал в Бундеслиге. 9 мая 2021 года в поединке против «Майнц 05» Айдин забил свой первый гол за Айнтрахт. В 2022 году он помог клубу выиграть Лигу Европы.
Летом 2022 года Хрустич перешёл в итальянский «Эллас Верона», подписав контракт на 4 года.
2 февраля 2024 года перешёл в нидерландский «Хераклес», подписав контракт до конца сезона. 10 февраля дебютировал в Эредивизи в домашнем матче против «Витесса». 3 марта забил дебютный гол в матче с «Алмере Сити». Всего провёл за команду 14 матчей в чемпионате, а после окончания контракта вернулся в «Эллас Верона».
30 августа 2024 года стал игроком итальянского клуба «Салернитана». 1 сентября дебютировал в Серии B в гостевом матче против «Мантовы», выйдя на замену вместо Симеоне Нванкво на 66-й минуте.
Летом 2025 года вернулся в нидерландский «Хераклес», подписав контракт на один сезон.

## Международная карьера
13 июня 2017 года в товарищеском матче против сборной Бразилии Хрустич дебютировал за сборную Австралии, заменив во втором тайме Мэттью Леки. В том же году Хрустич принял участие в Кубке конфедераций в России. На турнире он был запасным и на поле не вышел.
3 июня 2021 года в отборочном матче чемпионата мира 2022 против сборной Кувейта Хрустич забил свой первый гол за национальную команду.

### Голы за сборную Австралии
| #   | Дата            | Место                                | Противник | Счёт | Результат | Соревнование                     |
| --- | --------------- | ------------------------------------ | --------- | ---- | --------- | -------------------------------- |
| 01. | 3 июня 2021     | Джабер-эль-Ахмед, Эль-Кувейт, Кувейт | Кувейт    | 3:0  | 3:0       | Чемпионат мира 2022 квалификация |
| 02. | 12 октября 2021 | Сайтама 2002, Сайтама, Япония        | Япония    | 1:1  | 2:1       | Чемпионат мира 2022 квалификация |

## Достижения
Клубные
 «Айнтрахт»
- Победитель Лиги Европы УЕФА: 2021/22